# ベズーの定理

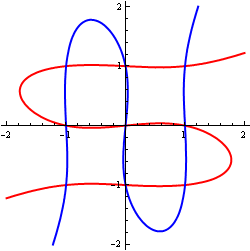
2つの三次曲線は9つの点で交わる

ベズーの定理（ベズーのていり、Bézout's theorem）は、2つの平面代数曲線の交点の個数に関する、代数幾何学における定理である。おおまかには、m 次の曲線と n 次の曲線は mn 個の交点を持つ、という内容である。ただし、複素数の範囲（一般には基礎体の代数閉包）で考えること、無限遠点を考慮に入れた射影平面で考えること、「重複」して交わっている場合を適切に扱うことが必要であり、また、2つの曲線が共通成分を持つような特殊な場合は除かなければならない。定理には18世紀のフランスの数学者、エティエンヌ・ベズーの名が冠されているが、後述のように、厳密な証明を与えたのは別人である。

## 定理の主張
X と Y を、体 F 上の射影平面 FP2 における2つの曲線であって、共通成分を持たないものとする。X と Y は、F の代数閉包 E 上の射影平面 EP2 における曲線であると自然に見なすことができる。X と Y の EP2 における交点の総数は、重複度を込めると、X の次数と Y の次数の積に等しい。
「X と Y が共通成分を持たない」という仮定は、「X と Y の共有する点が有限個である」と言い換えることもできる。例えば、X と Y の定義多項式が共に既約で異なるものであれば、十分に仮定を満たす。
「重複度を込める」のより正確な意味は次節を参照。

## 交叉数
ベズーの定理やその多次元化において、最も繊細な部分は、適切な重複度を定義することにある。点 P を2つの射影曲線 X と Y の共通点としよう。点 P における X と Y の交叉数または交叉重複度とは、交わりの重複度を表す正整数であり、代数的に定義される。
例えば、P が X においても Y においても非特異な点であり、P における X の接線と Y の接線が一致しないならば、P における交叉数は 1 である。この場合を、しばしば「X と Y は点 P において横断交叉する」と表現する。逆に、接線が一致するならば、交叉数は 2 以上である。
ベズーの定理の主張における「重複度を込めた交点の総数」とは、全ての交点における交叉数の総和を意味する。

## 例
ここでは、代数的閉体 E として複素数体を考えているものとする。
2つの異なる直線は、平行でなければちょうど1点で交わる。平行であれば、無限遠点でちょうど1回交わる。代数的な操作でこのことを見るために、例として2つの直線 x + 2y = 3 と x + 2y = 5 を考えよう。射影曲線としては、斉次多項式 x + 2y - 3z = 0 と x + 2y - 5z = 0 で定義される。連立方程式として代数的に解くと、x = -2y, z = 0 を得る。よって、2つの直線の交点は同次座標として [-2 : 1 : 0] で与えられる。z 座標が 0 であるため、これは無限遠直線上の1点である。
2つの曲線の一方が直線である場合、主張は代数学の基本定理より導かれる。この場合の定理の主張は、n 次曲線は与えられた直線と（重複度を込めて）ちょうど n 回交わる、ということである。例えば、放物線 y - x2 = 0 の次数は 2、直線 y - ax = 0 の次数は 1 であるから、定理によれば両者はちょうど2点で交わる。a = 0 の場合は原点で接し、ここで2回交わっていると解釈する。
定理によれば、2つの円錐曲線は4点で交わる。ただし、そのうちのいくつかは一致するかもしれない。4つの交点を適切に計算するには、複素数の範囲まで許さなければならないし、無限遠点まで考慮に入れなければならない。例えば、2つの円は最高でも2点でしか交わらないように思われる。定理の主張とのギャップは、複素数の範囲で無限遠点を含めることによって解消する。円の方程式を
{\displaystyle (x-a)^{2}+(y-b)^{2}=r^{2}}
で与えると、その同次化は
{\displaystyle (x-az)^{2}+(y-bz)^{2}=r^{2}z^{2}}
である。よって、任意の円は、無限遠直線と2点 [1 : i : 0], [1 : -i : 0] で交わる。実平面上で交点を持たない場合は、この2点に加えてさらに2点の複素点で交わる。
定理より、任意の円錐曲線は無限遠直線と2点で交わる。双曲線の場合、それは2つの漸近線の方向に対応した点である。楕円の場合、無限遠直線との2つの交点は互いに複素共役の関係にある（例えば円ではそれは [1 : i : 0] と [1 : -i : 0] であった）。放物線の場合、無限遠直線と1点でしか交わらないが、それは接点であってその点で2回交わっていると見なされる。
以下の図は、単位円 x2 + y2 = 1 との間に、1 より大きな交叉数を持つ楕円の例である。そのため、見た目の交点の個数は 4 よりも少ない。

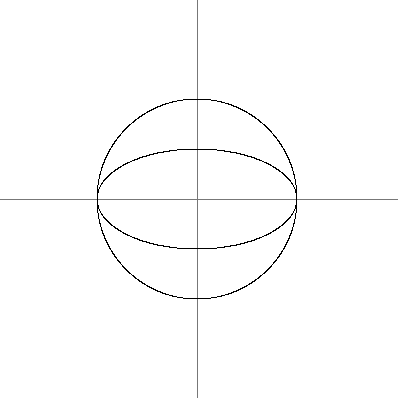
x2 + 4 y2 - 1 = 0 とは、交叉数 2 の交点を2つ持つ
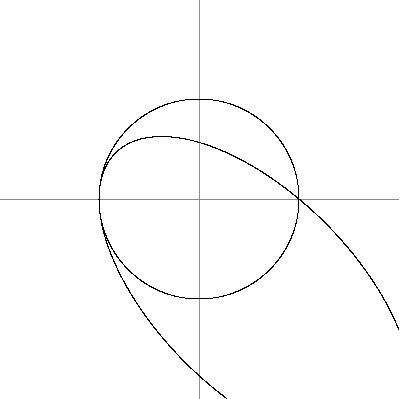
5x2 + 6xy + 5y2 + 6y - 5 = 0 とは、交叉数 3 の交点を持つ
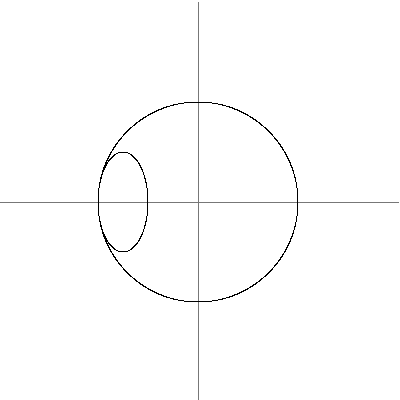
4x2 + y2 + 6x+2 = 0 とは、交叉数 4 の交点を持つ

## 歴史
定理の特別な場合、特に直線・円錐曲線・三次曲線の交点に関しては、17世紀より考察されてきた。コリン・マクローリン、レオンハルト・オイラー、ガブリエル・クラメールらが定理を主張したが、証明は与えられなかった。ベズーがこの定理の証明を公表したのは、1779年に出版した Théorie générale des équations algébriques においてである。しかし、彼は多変数の方程式について現代的な代数の記法を知らなかったため、その証明は非常に煩雑なものであった。定理が成り立つための正確な設定も行わなかったため、現代的には彼の証明は正しくなく、ヒューリスティクスに類するものと見なされている。正確な証明を初めて与えたとされるのは1873年のジョルジュ・アンリ・アルファンであり、1930年にはファン・デル・ヴェルデンが初等的な証明を与えた。